# Martínez (Buenos Aires)
Martínez è un comune dell'Argentina, situato nella provincia di Buenos Aires.

## Geografia
Martínez sorge sulla sponda destra del Río de la Plata, a 20 km a nord-ovest di Buenos Aires.

## Infrastrutture e trasporti

### Strade
La principale via d'accesso alla città è l'autostrada Buenos Aires-Rosario che attraversa la zona occidentale di Martínez.

### Ferrovie
Martínez è servita da una propria stazione ferroviaria posta lungo la linea suburbana Mitre che unisce Buenos Aires con le località della parte nord-occidentale dell'area metropolitana bonaerense.